# Mehlsack (Ravensburg)

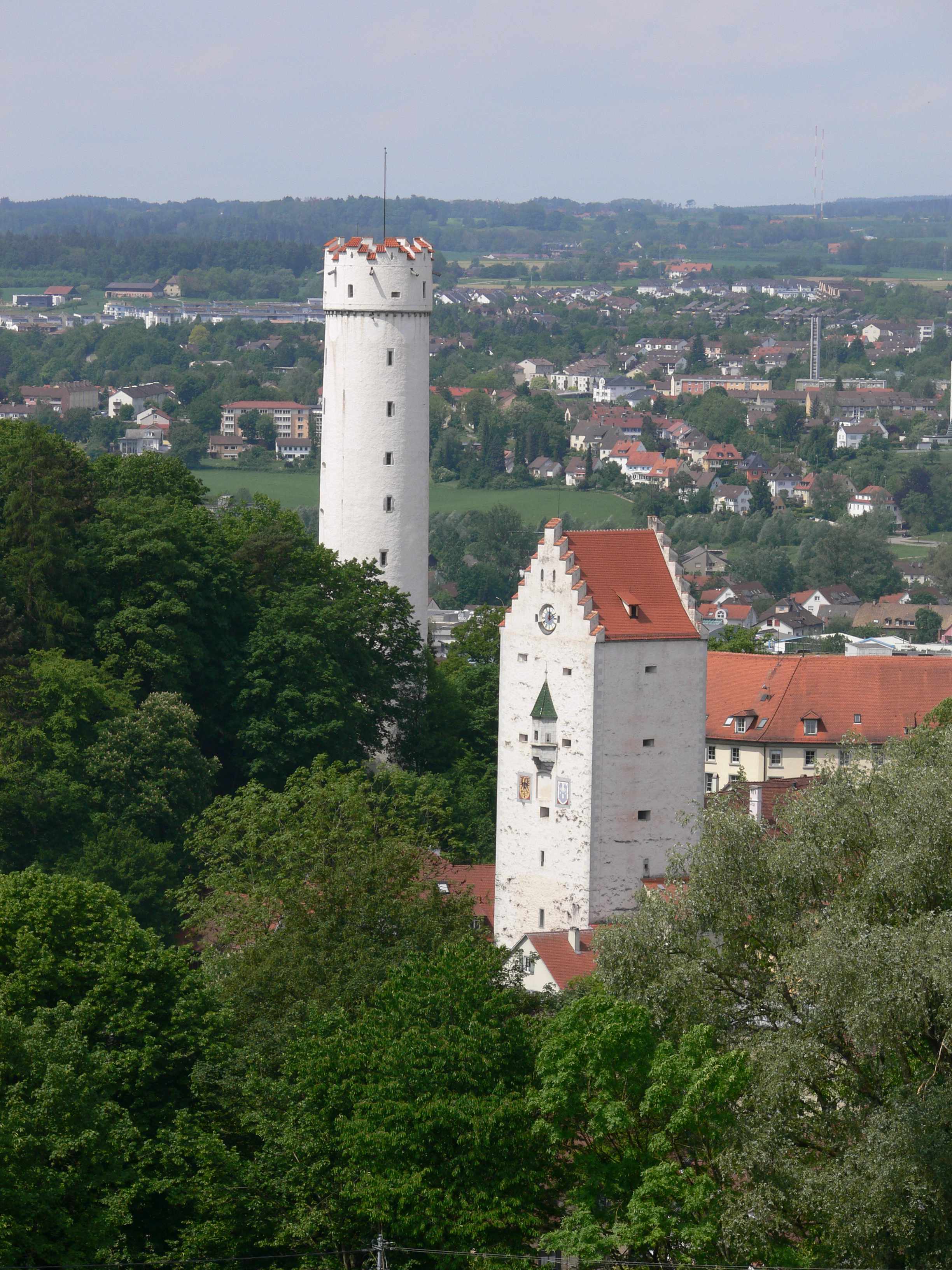
Mehlsack (links) und Obertor (rechts)

Der Mehlsack (ursprünglich Weißer Turm bei St. Michael) ist ein um 1425 erbauter Wehrturm in Ravensburg. Der Name rührt von seinem weißen Verputz und der runden Form her.
Der Mehlsack befindet sich am südöstlichen Rand am höchsten Punkt der Altstadt in Richtung der Veitsburg. Mit seiner Höhe von 51 Metern am St.-Christina-Hang oberhalb der Stadt ist er ein von weitem erkennbares Wahrzeichen der Stadt Ravensburg. Die Plattform des Turmes diente den Bürgern zur Kontrolle des Veitsburg-Geländes, das sich bis ins 17. Jahrhundert in der Hand der Landvögte, der politischen Gegner der freien Reichsstadt, befand. Damit erfüllte der Turm eine ähnliche Funktion wie der 1443 erbaute Sackturm in Warburg.